# Psara velitaris
Psara velitaris là một loài bướm đêm trong họ Crambidae.